# Sulfapiridină
Sulfapiridina este un antibiotic din clasa sulfamidelor care a fost utilizat în trecut în tratamentul unor infecții bacteriene (infecții cutanate). În unele țări este aprobată pentru uz veterinar. Medicamentul a fost abandonat deoarece induce ca efect secundar agranulocitoză.